# Muharraq
al-Muharraq (Arabisch: المحرق, al-Muh̨arraq, "plaats van as") is een eiland, een stad en  een gouvernement (muhafazah) van de eilandenstaat Bahrein in de Perzische Golf.

## Eiland Muharraq
Het eiland (al-)Muharraq bevindt zich ten noordoosten van het hoofdeiland van Bahrein, waarmee het is verbonden door twee snelwegbruggen, tussen de stad Muharraq en de hoofdstad Manamah. Een derde brug loopt naar de haven van al-Hidd (of al-Hadd), die momenteel flink wordt uitgebreid de zee in. Het wordt in het noordwesten, noorden en oosten omgeven door de Perzische Golf en aan de zuidzijde snijdt de Aradbaai het eiland in twee delen. Aan de noordzijde bevinden zich de Amwaj-eilanden, een serie van kunstmatige eilanden, waarop zich luxe appartementen bevinden. Het eiland is bijna volledig bebouwd, waardoor de plaatsen er aan elkaar zijn gegroeid. De belangrijkste plaatsen zijn al-Muharraq op het zuidwestelijk deel van het eiland, al-Busaytin ten noorden daarvan, Arad aan de overzijde van de Aradbaai aan de zuidoostzijde en al-Hidd in het uiterste zuidoosten. 
Ten noorden van de stad Muharraq bevindt zich de Internationale luchthaven van Bahrein, een voormalige luchtmachtbasis en nu het belangrijkste vliegveld van het land. Ten noorden van deze luchthaven liggen een aantal woongebieden (waaronder Qalali in het noordoosten) en havenfaciliteiten en fabrieken. Een groot aantal inwoners werkt in de hoofdstad Manamah.

### Geschiedenis
De geschiedenis van het eiland gaat terug tot ongeveer 3000 v.Chr. in de tijd van Dilmun. In de tijd dat Bahrein Tylos werd genoemd en onder de heerschappij kwam van de Seleuciden, vormde Muharraq het centrum van een heidense cultus, die de haaiengod Awal aanbad. De inwoners van Muharraq hadden een groot standbeeld in de vorm van een haai opgericht in de plaats om deze Awal te vereren. Tegen de 5e eeuw was Muharraq uitgegroeid tot een centrum van het Nestorianisme, dat destijds de belangrijkste christelijke leer aan de zuidzijde van de Perzische Golf vormde. De namen van verschillende dorpen op het eiland Muharraq verwijzen nog naar dit christelijk erfgoed, zoals de namen Al-Dair ('het klooster') en Qalali ('monnikenklooster').
Aan de Aradbaai ligt het 15e-eeuwse Arad-fort (Qal'at Al-Bahrein), dat gelegen is op overblijfselen van oudere nederzettingen en dat lange tijd een strategisch punt vormde. De Portugezen gebruikten het in de 16e eeuw om de Ottomanen buiten te houden en de Ottomanen bezetten het korte tijd in de 19e eeuw. De naam Arad zou zijn afgeleid van Aradus of Arados, de naam voor Arad ten tijde van Tylos.

Gouvernement Muharraq

## Stad Muharraq
De stad Muharraq bevindt zich op het zuidwestelijk deel van het eiland Muharraq. Met 91.307 inwoners (volkstelling 2001) is het de tweede stad van het land. In 1991 telde het nog 74.245 inwoners. Muharraq vormde van 1869 tot 1923 de hoofdstad van  Bahrein, dat toen een Brits protectoraat vormde en vormt nog altijd een belangrijk religieus centrum.
In de stad bevinden zich een aantal van de oudste gebouwen van het koninkrijk, waarvan veel door hun Bahreinse eigenaren zijn verhuurd aan expats.
Verder bevindt zich er een markt (Souq al Markizi), een jachthaven en het Al Muharraq-stadion, waar de sportclub van de stad, de Muharraq Club (voetbal, basketbal en volleybal), speelt.

### Geboren
- Ali Bahar, Bahreins zanger

## Gouvernement Muharraq
Het eiland Muharraq vormt sinds de instelling in 2002 een van de gouvernementen van Bahrein. Daarvoor was het onderverdeeld in twee regio's (manatiq, daarvoor gemeenten); al-Muharraq en al-Hidd, die bij de volkstelling van 2001 respectievelijk 91.939 inwoners en 11.637 inwoners hadden en een oppervlakte van 21 en 11 km².